# Discoplax gracilipes
Discoplax gracilipes is een krabbensoort uit de familie van de Gecarcinidae. De wetenschappelijke naam van de soort is voor het eerst geldig gepubliceerd in 2001 door Ng & Guinot.